# Cesare Maccari
Cesare Maccari (Siena, 9 maggio 1840 – Roma, 7 agosto 1919) è stato un pittore e scultore italiano.
È stato anche un importante acquafortista.

## Biografia

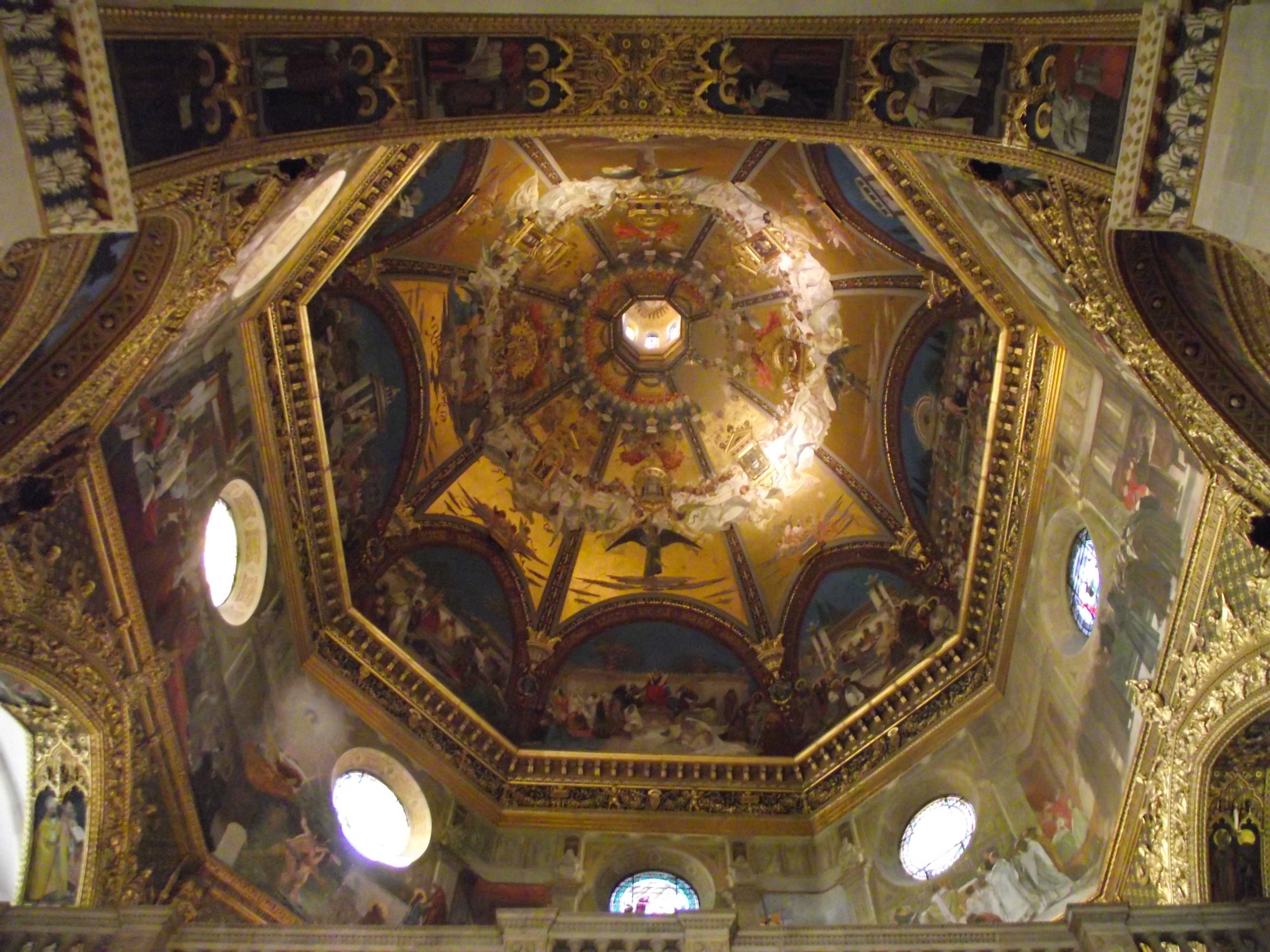
La cupola della Basilica della Santa Casa di Loreto.

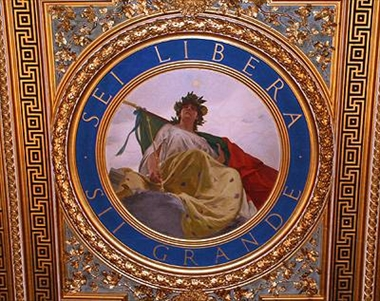
L'allegoria dell'Italia affrescata da C. Maccari (1882-90) sul soffitto di una sala del Palazzo del Senato a Roma

Nato nel 1840 a Siena, da Giuseppe e Carolina Mannucci, Maccari iniziò la sua attività artistica inizialmente come scultore; in seguito passò alla pittura, divenendo allievo di Luigi Mussini all'Accademia di Siena.

Dopo aver studiato i più importanti pittori veneti del XVI secolo, si recò a Firenze per studiare i grandi pittori rinascimentali fiorentini, quali Raffaello, Leonardo da Vinci ecc. Giunto a Roma, la famiglia Savoia, appena diventata la famiglia reale italiana, gli affidò la decorazione della Cappella Reale del Sudario, che finì di affrescare nel 1873.

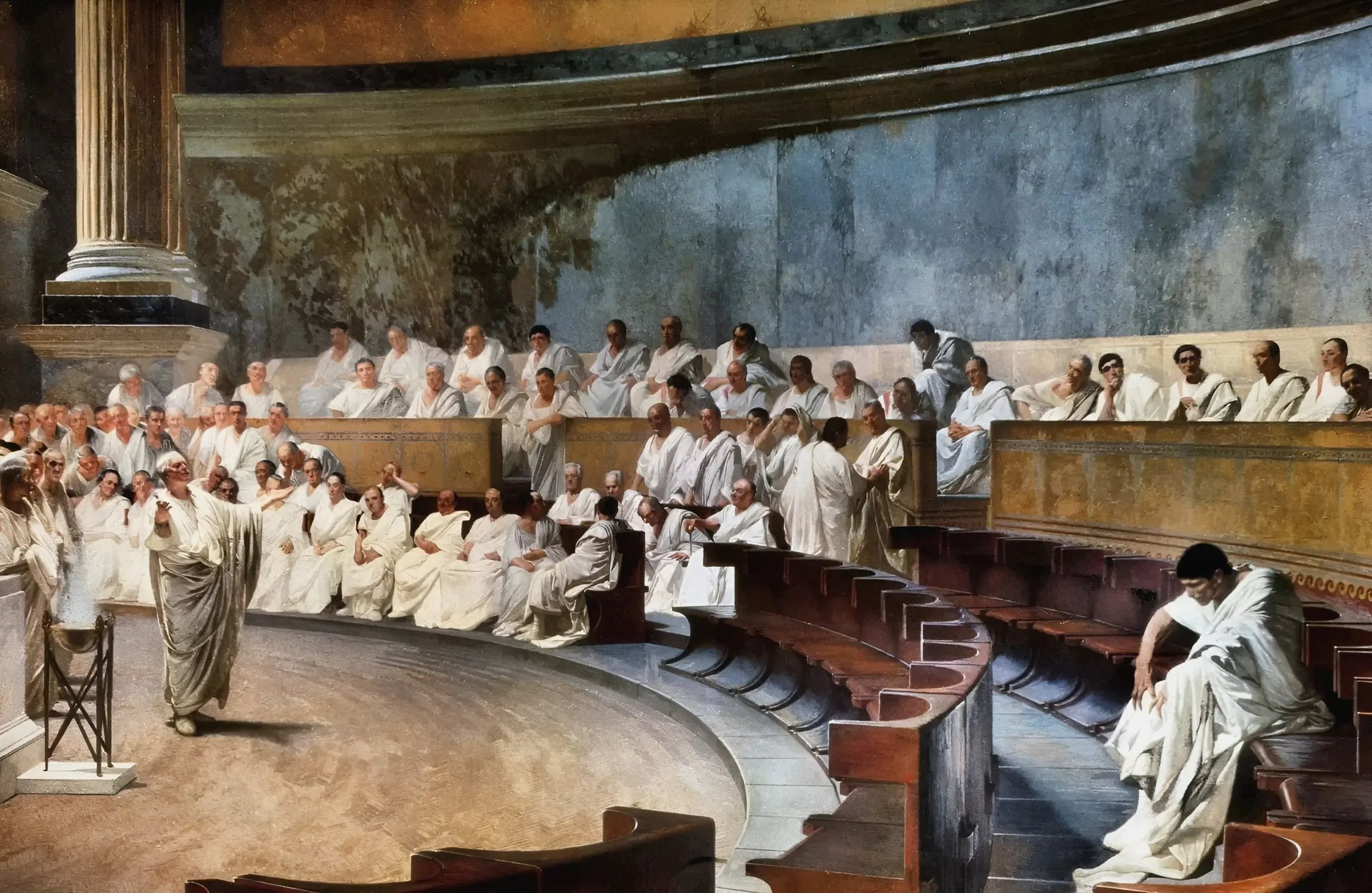
Cicerone pronuncia in Senato la prima Catilinaria - Cicerone denuncia Catilina, 1880, affresco di Cesare Maccari; Roma, Palazzo Madama, Sala Maccari.

La fama che gli derivò da questo importante lavoro aumentò dopo la realizzazione dei famosi affreschi nella «sala Maccari» (che non a caso prende il nome da lui) del Palazzo del Senato (1881 - 1888), affidatigli in seguito ad un concorso da lui vinto. Il 5 giugno 1888 fu iniziato in Massoneria nella Loggia Rienzi di Roma. 
Nella natale Siena sono opera sua gli affreschi nella Sala del Risorgimento del Palazzo Pubblico; qui si conserva inoltre il quadro «Fabiola», che ottenne un grande successo ed il parere favorevole della critica in una mostra del pittore svoltasi a Roma nel 1870. Altri importanti affreschi si trovano nella chiesa della Consolazione a Genova, nella basilica cattedrale di Santa Maria Assunta di Nardò (Lecce).
Inoltre, considerati il suo capolavoro, sono gli affreschi della cupola del Santuario di Loreto (1895 - 1907).
Divenuto uno dei pittori di successo della Roma umbertina, Maccari partecipò alla lottizzazione del nuovo rione Ludovisi facendo realizzare, a partire dal 1902, il villino neogotico agli Horti Sallustiani (completo di torrette, parzialmente abusivo) che ancora mantiene il suo nome. Mentre si occupava di importanti lavori nel Palazzo di Giustizia di Roma, fu colpito da paralisi nel 1909; a seguito di ciò dovette abbandonare ogni attività. Morì a Roma nel 1919. È sepolto presso il Cimitero del Verano di Roma.